# Monavvar Tappeh
Monavvar Tappeh (persiska: مُنَوَّر تَپِّه, فيروز آباد, فیروز آباد, Fīrūzābād) är en ort i Iran.   Den ligger i provinsen Hamadan, i den nordvästra delen av landet, 300 km väster om huvudstaden Teheran. Monavvar Tappeh ligger 1 649 meter över havet och antalet invånare är 418.
Terrängen runt Monavvar Tappeh är kuperad åt nordväst, men åt sydost är den platt. Runt Monavvar Tappeh är det ganska tätbefolkat, med 90 invånare per kvadratkilometer. Närmaste större samhälle är Noşratābād, 16,2 km öster om Monavvar Tappeh. Trakten runt Monavvar Tappeh består till största delen av jordbruksmark.